# Enrique Ballestrero
Enrique Ballestrero (född 18 januari 1905, död 11 oktober 1969) (ibland felaktigt skrivet Ballesteros) var en uruguayansk professionell fotbollsmålvakt, aktiv under 1920- och 1930-talen. Ballestrero debuterade i landslaget den 25 maj 1930, och deltog i Uruguays spelartrupp vid det första världsmästerskapet i fotboll 1930. Han spelade samtliga Uruguays matcher vid mästerskapet, och släppte in tre mål totalt. Ballestrero spelade sin sista match för landslaget den 23 januari 1937.

### Fotnoter
1. ↑  ”Enrique BALLESTRERO”. Fifa. Arkiverad från originalet den 19 januari 2011. https://www.webcitation.org/5vrHvTKZE?url=http://www.fifa.com/worldfootball/statisticsandrecords/players/player=46133/index.html. Läst 21 februari 2013.
2. ↑  ”Uruguay - Record International Players”. RSSSF. Arkiverad från originalet den 16 januari 2017. https://web.archive.org/web/20170116133931/http://www.rsssf.com/miscellaneous/uru-recintlp.html. Läst 21 februari 2013.